# Антон, Виктор Яковлевич
Виктор Яковлевич Антон (20 октября 1923 года, Николаев, Украинская ССР — 7 января 2008 года) — бригадир экскаваторной бригады строительного управления «Водоканалстрой» № 1 треста «Южуралстрой» Министерства строительства предприятий тяжёлой индустрии СССР, Челябинская область, Герой Социалистического Труда (1971).

## Биография
Родился в городе Николаев Украинской ССР.
С августа 1943 года рабочий Челябинского строительного управлении треста «Уралспецстрой».
С 1956 машинист экскаватора в управлении «Водоканалстрой-1» треста «Южуралстрой» (с 1971 — треста «Челябспецстрой», с 1980 — ПСМО «Челябинскгражданстрой») Министерства строительства предприятий тяжёлой индустрии СССР, Челябинская область, затем старший машинист, бригадир экскаваторной бригады.
В 1971 выступил с инициативой выполнять 5-дневные задания за 3 дня. Досрочно выполнил личные социалистические обязательства и плановые производственные задания Восьмой пятилетки (1965—1970). Указом Президиума Верховного Совета СССР (неопубликованным) от 5 апреля 1971 года «за выдающиеся успехи в выполнении заданий пятилетнего плана по строительству и вводу в действие производственных мощностей, жилых домов и объектов культурно-бытового назначения» удостоен звания Героя Социалистического Труда с вручением ордена Ленина и золотой медали Серп и Молот.
После выхода на пенсию (1986) несколько лет работал механиком в том же управлении. Потом жил в Челябинске.
Скончался 7 января 2008 года. Похоронен на Митрофановском кладбище Челябинска.
Награждён двумя орденами Ленина (1966, 1971).